# ابن الخراساني
أبو العز محمد بن محمد بن مواهب الخُراساني البغدادي المعروف بـابن الخُراساني أو أبو العز الشاعر (1100 - 1181) شاعر وكاتب عراقي من أهل القرن الثاني عشر الميلادي/ السادس الهجري. من بغداد، مدح الملوك والوزراء، واشتغل بعلم الحديث النبوي. تغير ذهنه وأصابه غفلة ونسيان في أواخر أيامه. له ديوان شعر في خمسة عشر مجلدًا وتصانيف في الأدب منها النوادر المنسوبة إلى حدة الخاطر و العروض. هو غير أبو عبد الله محمد بن محمد بن الحسين ابن الخرُاساني الذي توفي في 606 هـ. 

## سيرته
هو أبو العز مُحَمَّد بْن مُحَمَّد بْن مواهب بْن الخراساني. ولد سنة 494 هـ/ 1100 م في بغداد ونشأ بها. قرأ الأدب على أبي منصور الجواليقي. مدح المسترشد ومن بعده من الخلفاء والوزراء. وفي علم الحديث، سَمِعَ أبا الْحُسَيْن بْن الطيوري وأبا سعد بْن خشيش وأحمد بْن المظفر بْن سوسن وابن نبهان وحدث عَنْهُ وأجاز للذهبي وقال عنه الذهبي «سمعنا مِنْهُ فِي آخر عمره إلا أَنَّهُ تغير وأصابه فِي آخر عمره ما يصيب الشيوخ من السهو والغفلة. تركت سماع الحديث مِنْهُ لذلك.»

توفي ابن الخراساني في رمضان سنة 576 هـ/ يناير 1181 في بغداد. 

## شعره
من شعره يمدح المسترشد بالله: